# Matheus Salomé de Oliveira
Matheus Salomé de Oliveira (Cláudio, 1907 — São João del-Rei, 1955)  foi um político brasileiro do estado de Minas Gerais, filho de Pedro Salomé de Oliveira e neto de Manuel Salomé de Oliveira, Matheus Salomé é de uma família de ciganos da cidade de Cláudio. Foi eleito deputado estadual em Minas Gerais pelo UDN para o mandato de 1947 a 1951. Foi substituído pelo Dep. Simão Vianna da Cunha Pereira a partir de 24 de junho de 1949.